# Graham P. Taylor
Graham P. Taylor (* 3. Mai 1958 in Scarborough) ist ein britischer Schriftsteller.
Der Autor von Der Schattenbeschwörer und Der Himmelsdrache hat in verschiedenen Berufen gearbeitet, unter anderem als Polizist, bevor er anglikanischer Pfarrer in der ländlichen Gemeinde von Whitby in Yorkshire wurde. Der 2013 veröffentlichte Film Der Abenteurer – Der Fluch des Midas basiert auf seinem gleichmaigen Roman.